# Caria boliviana
Caria boliviana är en fjärilsart som beskrevs av Percy I. Lathy 1932. Caria boliviana ingår i släktet Caria och familjen Riodinidae. Inga underarter finns listade i Catalogue of Life.